# Mindre rödmyra
Mindre rödmyra (Myrmica hellenica) är en myrart som beskrevs av Bruno Finzi 1926. Mindre rödmyra ingår i släktet rödmyror, och familjen myror. Det är osäkert om arten förekommer i Sverige. Inga underarter finns listade i Catalogue of Life.